# Clyzomedus transversefasciatus
Clyzomedus transversefasciatus là một loài bọ cánh cứng trong họ Cerambycidae.